# Monthly Review (Londres)
The Monthly Review (1749-1845) est un périodique anglais fondé par Ralph Griffiths (en), un libraire non-conformistes. Il est le premier périodique en Angleterre à proposer des revues d'oeuvres. L'écrivain et poète Oliver Goldsmith y travaille brièvement à partir d'avril 1757. Griffiths lui-même, et probablement son épouse Isabella Griffiths écrivent aussi des chroniques dans la revue, tout en corrigeant les contributions anonymes de Goldsmith, ce qui décidera ce dernier à quitter cet emploi après cinq mois. 
Parmi les contributeurs figurent Dr Charles Burney, John Cleland, Theophilus Cibber, James Grainger (en), Anna Laetitia Barbauld, Elizabeth Moody (en) et Tobias Smollett — qui fonde en 1756 The Critical Review un rival de Monthly Review. William Kenrick est rédacteur-en-chef de 1759 à 1766.

## Historique des publications
- Volumes 1–81, mai 1749 – décembre 1789 ;
- 2e série volumes 1–108, Janvier 1790 – novembre 1825 ;
- 3e série volumes 1–15, Janvier 1826 – décembre 1830 ;
- 4e série volumes 1–45, Janvier 1831 – décembre 1844.

Certaines bibliothèques ont répertorié la revue sous le nom London Monthly Review.

## Présentation
Chaque numéro du Monthly est divisée en deux sections : de longs articles de plusieurs pages dans la première parties et de courts articles en deuxième partie divisée par genre.

## Sources
- (en) Washington Irving, Oliver Goldsmith: a Biography, 1849 (lire en ligne)